# 沼津市立図書館
沼津市立図書館（ぬまづしりつとしょかん）は、静岡県沼津市にある公立図書館である。沼津市の図書館は三枚橋町の沼津市立図書館と戸田の沼津市立戸田図書館の2館からなる。
現在の沼津市立図書館は市制施行70周年を記念して、1993年（平成5年）7月に開館した。

## 特徴
沼津市立図書館は、利用者が全ての図書を直接読むことができるオール開架方式を採用している。また、視聴覚資料の充実に力を入れており、3階に音と映像のフロアを用意している。市内出身の外交官・市河彦太郎が赴任先で入手した資料約1,200冊が、2階の郷土資料室にて調査・研究のために提供されている。
1993年の開館時から三島市出身の詩人である大岡信の顕彰コーナーがあり、サイン本や顔写真パネルが設置されている。2004年1月には沼津市によって大岡が沼津市名誉市民に推挙された。2017年4月に大岡が死去した際には追悼展示を行った。
図書館の企画事業で利用されていない場合、「教育文化目的」であれば、図書館の設備のうち、講座室・視聴覚ホール・展示ホール・展示ケースを利用することができる。

## 沿革
- 1952年（昭和27年） - 図書室「沼津市立沼津文庫」が開設。
- 1962年（昭和37年） - 沼津市立駿河図書館が開館。
- 1978年（昭和53年） - 沼津市立駿河図書館駅北分室が開設。
- 1992年（平成4年） - 駅北分室が移転。
- 1993年（平成5年） - 沼津市立駿河図書館が閉館、沼津市立図書館が開館。
- 1994年（平成6年） - 駅北分室が閉館。
- 2005年（平成17年） - 沼津市と戸田村が合併し、戸田村立図書館が沼津市立戸田図書館となる。

## 歴史

### 前身

#### 小学校付属沼津文庫 (1888-1945)
| 設置時期           | 文庫名             | 所在地             | 蔵書数 （冊） | 閲覧者数 （人） |
| ------------------ | ------------------ | ------------------ | ------------- | --------------- |
| 1888年（明治21年） | 沼津文庫           | 沼津第一国民学校内 | 9,053         | 165             |
| 1915年（大正4年）  | 村立内浦文庫       | 内浦国民学校内     | 168           | 1,667           |
| 1922年（大正11年） | 楊原文庫           | 沼津第二国民学校内 | 764           | 735             |
| 1924年（大正13年） | 村立西浦文庫       | 西浦国民学校内     | 563           | 141             |
| 1924年（大正13年） | 浮島村立森文庫     | 浮島青年学校内     | 1,080         | 40              |
| 1934年（昭和9年）  | 金岡村立図書館     | 金岡国民学校内     | 135           | 1,083           |
| 1935年（昭和10年） | 村立図書館片浜文庫 | 片浜村役場内       | 623           | 3,060           |

沼津尋常小学校（現・沼津市立第一小学校）の校長を務めていた間宮喜十郎は1875年（明治8年）から1876年（明治9年）頃に書籍館の開設を模索した。寄付や購入によって和漢書の収集を進め、尋常小学校の一室に保管していたが、この時には書籍館の開設は実現しなかった。1888年（明治21年）7月6日には沼津本町外三ヶ町の戸長である山形敬雄が静岡県知事に対して文庫設置の伺いを出し、7月28日付で認可された。8月には山形と間宮が発起人となって沼津尋常小学校付属沼津文庫の設立趣意書を発表し、10月10日に尋常小学校附属図書館として沼津文庫が開設された。沼津文庫は静岡県で初めて設立された公立図書館とされる。
名目は尋常小学校附属図書館であったものの、設置目的は「和漢洋ノ書籍ヲ蒐集シ廣ク衆庶ノ閲覧ニ供シ教育ノ裨補ヲ諮ル者トス」であり、その意図したところは一般の人々を対象とした図書館だった。開館時間は8時から17時であり、休館日は毎月第一月曜日と毎年12月26日から1月7日までだった。設立趣意書には看守人（年俸30円）1人と書記（年俸20円）1人の存在や、利用者は1日1銭の借覧料を支払うことが記されていたが、実際はどのようだったかは定かでない。
開設当初の蔵書数は506点だったが、1年が経過した1889年（明治22年）12月には1,068点となった。1937年（昭和12年）には1,561点5,656冊、1940年（昭和15年）には9,053冊となった。同時期の沼津市域には7つの公立図書館があり、沼津文庫は閲覧人員こそ少なかったものの、蔵書数は群を抜いて多かった。当初は第一小学校内の部屋を間借りしていたが、やがて第一小学校の校庭にある道喜塚の西側に独立した建物が建設された。太平洋戦争時には沼津文庫の蔵書が分散疎開された。戦争末期の1945年（昭和20年）7月17日に受けた沼津空襲によって、沼津文庫の建物は焼失した。

### 沼津市立沼津文庫 (1952-1962)
1952年（昭和27年）4月、沼津市は千本浜公園入口に図書室「沼津市立沼津文庫」を設置した。沼津市立沼津文庫の蔵書数は少なかったものの、開架式図書室として運営された。1956年（昭和31年）には第一小学校の創立85周年記念事業として、第一小学校内に沼津文庫という名称の学校図書室が設置された。戦時中に疎開されていた沼津文庫の蔵書の大半は散逸していたが、この学校図書室は残された沼津文庫の蔵書を引き継いでいる。

### 沼津市立駿河図書館 (1962-1993)
1960年（昭和35年）、駿河銀行会長の岡野喜太郎は自身の白寿（99歳）を記念して、沼津市に対して図書館建設のために4000万円を寄付した。1962年（昭和37年）3月5日には狩野川河岸の香貫公園横（市場町）に新図書館の建設が開始され、10月25日には銀行名の一部を冠した沼津市立駿河図書館が開館した。
1964年（昭和39年）には第一小学校の土屋虎之助校長の尽力で、第一小学校学校図書室から沼津文庫の文献約1,500冊が沼津市立駿河図書館に引き継がれた。開館時の蔵書数は1万冊あまりだったが、収蔵能力は10万冊であり、開館当初は閉架式図書館として運営された。1965年の記録では一般書15,337冊、児童書2,481冊、計17,818冊であり、年間の増加冊数は3,284冊だった。
やがて3階の閲覧室を縮小して開架書架を設け、沼津市立沼津文庫時代のように開架式図書館となった。3階にあった予備室を郷土資料室に充てて地域資料の充実を図った。1967年（昭和42年）11月には静岡県立沼津東高等学校が郊外に移転したため、もともと単独施設だった沼津東高校図書室を沼津市立児童図書館に転用した。1970年（昭和45年）4月には沼津市立図書館協議会を設置している。
駿東郡金岡村が沼津市に合併された際、金岡出張所で保管していた旧金岡村役場文書の倉庫が1975年（昭和50年）に取り壊しとなり、駿河図書館に移管された。1976年（昭和51年）から1980年（昭和55年）にかけ、初期受け入れ点数4170点、追加文書437点を分類整理した。
1978年（昭和53年）7月には沼津駅北側のイシバシプラザ4階に51.32m2の駿河図書館駅北分室を開設し、沼津駅北地区の市民に対する利便性を向上させた。1979年（昭和54年）7月には沼津東高校図書室を転用していた児童図書館を駿河図書館2階に移設し、児童図書館の跡地には沼津市民文化センターが建設されている。同年10月には駿河図書館3階を一般資料室向けの開架書庫とした。1982年（昭和57年）4月には来館が困難な身体障害者向けの図書郵送貸出を開始した。1992年（平成4年）4月にはイシバシプラザが売り場を増床することにともない、イシバシプラザの駅北分室は三枚橋杉崎町424番地の1にある木材市場の事務所2階に移転した。

### 沼津市立図書館 (1993-)
1989年（平成元年）5月には沼津市が「沼津市新図書館建設基本構想」を策定し、新図書館建設地が沼津市立病院跡地の沼津市三枚橋町9番1号に決定される。1990年（平成2年）10月5日には新図書館の建設工事が起工された。1993年（平成5年）3月に全工事が完了し、6月に新図書館の竣工式を行って駿河図書館が閉館した。7月に沼津市立図書館が開館し、一般公開と閲覧貸出業務を開始した。
開館からの1か月間で約9万人、1日平均約3,300人が入館した。この1か月間の貸出・返却図書総数は1日平均5,800冊であり、浦安市立図書館の5,500冊を上回って日本一となった。新館では30代前半の主婦やその子ども、会社員の姿が目立つという。
1994年（平成6年）には駅北分室の耐震強度に問題があることが判明したため、6月28日までに臨時休館とする措置を取り、7月15日に正式に閉館した。駅北分室は児童書・一般書を各1万冊所蔵しており、1992年度には約2万人が利用したが、1993年に新図書館が開館すると利用者数が前年度の40%にまで落ち込んでいた。1995年（平成7年）1月20日には沼津市立図書館の総入館者数が100万人を突破した。100万人達成までに1日平均2,400人が入館しており、これは全国の公共図書館で3番目だという。1995年（平成7年）4月には東海大学付属図書館沼津分館とパソコン通信による蔵書情報ネットワーク化を行った。これは、公立図書館と大学図書館の間では静岡県内初の試みだった。
1998年（平成10年）2月には公式ウェブサイトを開設し、2月15日からはオンライン蔵書検索(OPAC)も開始した。オンライン蔵書検索機能はまだ全国的に見て珍しく、静岡県では初の導入事例だった。1999年2月時点でOPACを有する公共図書館は70館だけであり、蔵書が貸出されると同時にリアルタイムで反映される「きわめて珍しい」機能を有していた。2003年（平成15年）4月にはインターネットからの貸出予約の受付を開始した。2008年（平成20年）4月にはモバイル用のウェブサイトが開設されている。
2003年（平成15年）5月から7月にかけて、開館10周年を記念するイベントが数多く開催された。6月21日には静岡県出身の時代小説家である梓澤要の講演会が、7月19日には地元在住のハープ奏者の演奏会が行われている。この時点で1人あたり蔵書数（3.388冊）は県内4位であり、1人あたり貸出数（5.740冊）は県内3位だった。2003年には沼津市立図書館にあった沼津文庫の蔵書が沼津市明治史料館に移管された。
2004年（平成16年）7月には静岡県立中央図書館横断検索システムに加入した。2005年（平成17年）4月には沼津市と田方郡戸田村が合併し、戸田村立図書館が沼津市立戸田図書館となった。
栗原裕康市長のもとで定められた2016年度-2020年度の沼津市行政改革プランの一環として、2018年度から沼津市立図書館には指定管理者制度が導入される予定だった。しかし2016年10月に行われた沼津市長選挙では新人の大沼明穂が栗原を破り、大沼は11月の沼津市議会で指定管理者制度導入方針を白紙とする意向を示した。
2021年（令和3年）1月29日に「ぬまづ電子図書館」を開設し、電子書籍貸出サービスを開始した。
2021年（令和3年）7月1日より平日の開館時間を変更している。

## 利用案内
- 休館日[1]
  - 月曜日（祝日・振替休日は除く）
  - 年末年始（12月29日〜1月4日）
  - 4月1日
  - 館内整理日
  - 特別整理期間
- 開館時間[1]
  - 火・水・木・金曜日 9時30分-19時
  - 土・日・祝日 9時30分-17時
- 貸出可能者[1]
  - 沼津市在住者
  - 沼津市在勤・在学者
  - 相互利用協定を結んでいる下記の市町で、図書館カードを所持する者
    - 三島市、御殿場市、裾野市、熱海市、伊東市、伊豆の国市、伊豆市、富士市、富士宮市、下田市、清水町、長泉町、小山町、函南町、南伊豆町、松崎町
- 貸出規則[1]
  - 図書10冊、視聴覚資料3点、電子出版物3点以内を14日間貸し出し可能

## 移動図書館

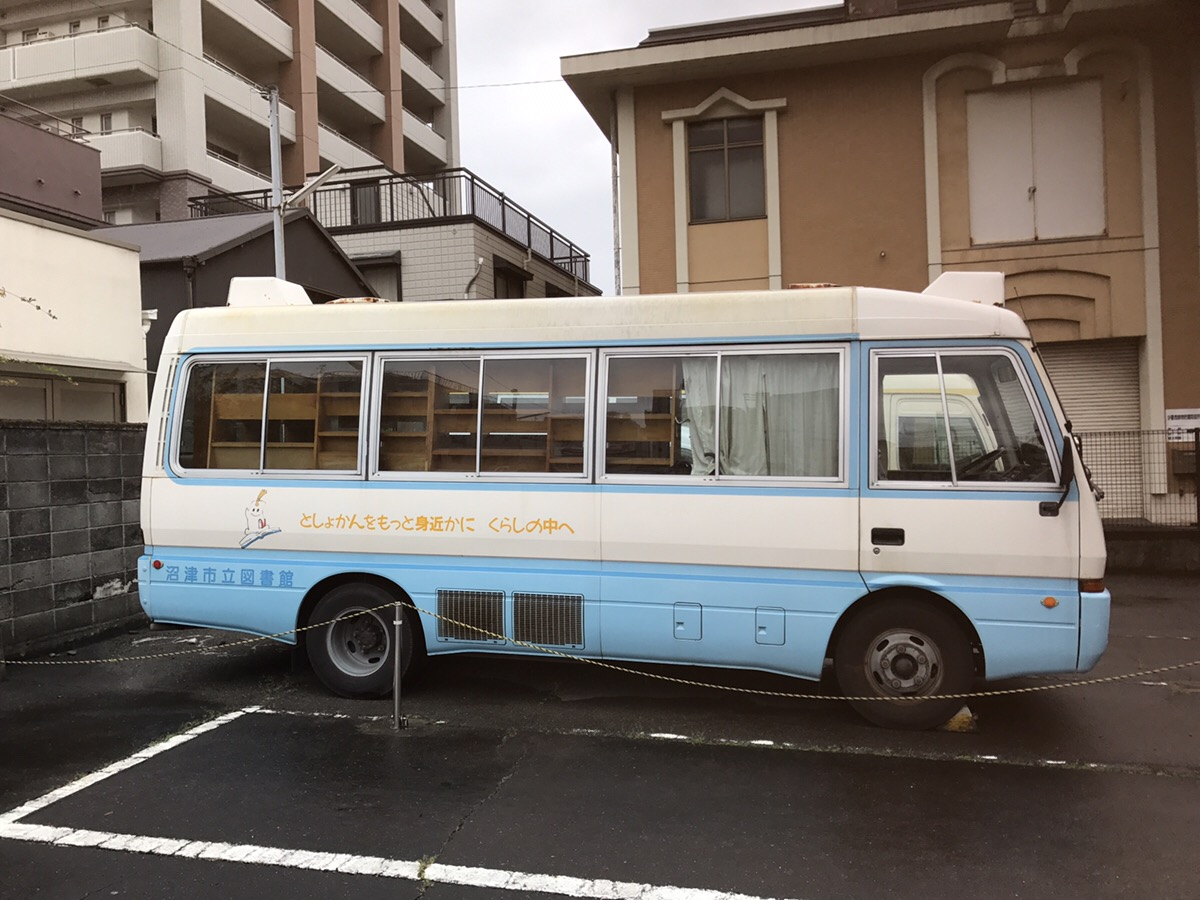
沼津市立図書館の自動車文庫

巡回文庫は、図書館サービスを市内各地の市民にも利用できるよう、1966年（昭和41年）に市広報車により一部地域で開始された。
昭和43年に、巡回文庫車を購入し本格運用をしている。
現在は、自動車文庫という名で児童書や、小説・趣味の本などを載せて1台の車両で運用している。
利用者カードは図書館と共通で、予約・リクエストにも対応している。

## 地区センター図書室
地区センター図書室は、市内16の地区センターに設置されている。
2019年2月現在、原、愛鷹、大岡、大平、西浦、浮島、今沢、片浜、金岡、門池、第五、第四、第三、静浦、内浦
第二の16箇所で運営されている。
利用者カードは図書館と共通で、図書が10冊まで14日間貸し出し可能である。

## 沼津市立戸田図書館

### 沿革
- 1988年（昭和63年)7月 -戸田村立図書館整備事業推進委員会発足[27]
- 1989年（平成元年）3月 -戸田村立図書館建設について答申[27]
- 1990年（平成2年） 6月 -戸田村立図書館建設工事着工[27]
- 1991年（平成3年） 2月 -戸田村立図書館完成[27]
- 1991年（平成3年） 4月 -戸田村立図書館開館[27]
- 1999年（平成11年）3月 -階段昇降機設置[27]
- 2005年（平成17年） -沼津市と戸田村が合併し、戸田村立図書館が沼津市立戸田図書館となる。

### 施設
- 床面積
  - 1階：350.38平方メートル 図書室・事務室[27]
  - 2階：264.09平方メートル 視聴覚室・閉架書庫[27]

### 利用案内
- 曜日によらず午前9時から午後5時（祝日休館）